# АН АрмСССР
1. перенаправление Национальная академия наук Республики Армения